# 馬島倉鼠屬
馬島倉鼠屬（Hypogeomys antimena），哺乳綱、囓齒目、馬島鼠科的一屬，而與馬島倉鼠屬（馬島倉鼠）同科的動物尚有大足鼠屬（碩大足鼠）、馬島鼠屬（馬島鼠）、裸鼠屬（裸鼠）、黑髯鼠屬（黑髯鼠）等之數種哺乳動物。

## 下属物种
本属包括以下物种：
- 馬島倉鼠 Hypogeomys antimena A.Grandidier, 1869
- Hypogeomys boulei Grandidier, 1912